# Bataille de Badajoz (1936)
Pour les articles homonymes, voir Bataille de Badajoz.
Guerre d'Espagne
La bataille de Badajoz est une des premières batailles de la Guerre d'Espagne qui opposa les forces nationalistes aux troupes républicaines pour la conquête de la ville estrémègne de Badajoz les 13 et 14 août 1936.
La victoire rapide des nationalistes leur permit de contrôler la route Séville-Madrid dans la région de Merida et de reprendre le chemin de la capitale qui était leur objectif prioritaire. La bataille de Badajoz est surtout connue en raison de la répression à laquelle se livrèrent les troupes nationalistes après leur victoire, le massacre de Badajoz.

## Le contexte
Dans le sud de l'Espagne, le coup d'état du 18 juillet 1936 est un échec total, les militaires n'ayant réussi à s'imposer que dans les villes de Séville, Grenade et Cordoue, le reste de l'Andalousie et l'Estrémadure, jusqu'à Cáceres, demeurant en totalité fidèle à la République.
La proximité du Maroc espagnol, où ils ont en revanche facilement triomphé, va cependant permettre aux insurgés de faire passer sur le territoire ibérique un nombre sans cesse croissant de soldats de l'armée d'Afrique (Légion et troupes indigènes). Les premiers légionnaires, transportés de façon hasardeuse dans des avions de bombardement ou des petits bateaux, vont permettre de contrôler Cadix puis, à partir du 30 juillet, des avions achetés à l'Italie vont assurer le transport de forces suffisantes pour créer des colonnes chargées d'aller prendre Madrid. Ce n'est cependant qu'à partir du 5 août que vont commencer à arriver des troupes en quantité substantielle grâce à des convois navals, la flotte, restée en quasi-totalité dans le camp républicain, faisant preuve en la circonstance d'une impéritie assez peu compréhensible.
À Badajoz même, les militaires sont divisés et attentistes. Le colonel José Cantero, commandant le régiment local, se prononce en faveur du putsch mais il recule finalement devant l'opposition de certains de ses subordonnés. La troupe reste donc encasernée, à l'exception de deux compagnies qui partent pour Madrid le 21 juillet, à la demande du gouvernement ; elles ont d'ailleurs été précédées dans la capitale le 18 juillet par une colonne motorisée de la Garde d’assaut. La garde-civile est plutôt disposée à se soulever mais elle suit son chef, le commandant José Vega Cornejo qui, bien que de droite, refuse de prendre une décision et reste en retrait ; une colonne envoyée en mission au nord de Badajoz profite cependant de la situation pour déserter et gagner Mérida où le putsch a réussi. La situation n'évoluant pas trop mal pour la République à Badajoz, le gouverneur militaire, commandant la brigade d'infanterie, le général Luis Castelló Pantoja, est rappelé à Madrid pour prendre le poste de ministre de la Guerre du nouveau gouvernement formé par José Giral ; il est remplacé, le 25 juillet, par le lieutenant-colonel Ildefonso Puigdendolas qui avait prouvé sa fidélité à la République en prenant le commandement de la colonne de miliciens chargée de réduire les soulèvements nationalistes à Alcalá de Henares (21 juillet) et à Guadalajara (22 juillet). Le gouverneur civil enfin, Miguel Granados, pense quant à lui que la rébellion sera vite étouffée et craint davantage les débordements auxquels se livrent les milices ouvrières ; de fait, il sera vite dépassé par les évènements et s’enfuira très tôt au Portugal.
Dans ce contexte, les milices armées des différents partis de gauche prennent progressivement le dessus, se livrant à des exactions contre des personnes réputées de droite et la classe ecclésiastique. Les églises, le palais épiscopal et les couvents sont pillés ainsi que certaines maisons particulières, les fermes des alentours sont envahies. Il y a même des combats entre des miliciens et des carabiniers au poste frontalier de Campo Maior. Dès le 1er jour du soulèvement, de nombreux citadins s’enfuient au Portugal, le nombre des départs augmentant très sensiblement après les premiers bombardements du 7 août. À son arrivée, le lieutenant-colonel Puigdendolas distribue des armes de guerre aux miliciens pour la défense de la ville mais il parvient à les contenir. Il n’y aura pas à Badajoz, comme à Madrid par exemple, d'assassinats collectifs des militaires encasernés et des « fascistes ».

## La progression des colonnes
Les deux camps considérant comme essentielle la possession de Madrid, les nationalistes pensaient pouvoir s'en emparer à condition de l'attaquer avant que les républicains n'aient réussi à organiser la défense de la capitale et à y amener des renforts. Ils fondaient évidemment les plus grands espoirs sur l'arrivée de l'armée d'Afrique qui remontait à marches forcées depuis Séville.
Les troupes arrivées du Maroc espagnol furent organisées en « colonnes », c'est-à-dire en groupements de combat suffisamment autonomes pour pouvoir progresser sans assistance. La première colonne, aux ordres du lieutenant-colonel Carlos Asencio Cabanillas, quitta Séville dans la soirée du 2 août, la seconde colonne, aux ordres du commandant Antonio Castejón Espinosa, partit quant à elle le lendemain, dans la soirée du 3 août.
| Colonne Asensio                                               | Colonne Castejón                                             |
| ------------------------------------------------------------- | ------------------------------------------------------------ |
| IIe Tabor de Regulares de Tétouan                             | IIe Tabor de Regulares de Ceuta no 3                         |
| IVe Bandera de la Légion                                      | Ve Bandera de la Légion                                      |
| VIIe Batterie du Régiment d'Artillerie légère no 3 de Séville | IVe Batterie du Régiment d'Artillerie légère no 3 de Séville |
| Ire Batterie d'Artillerie de Montagne de Ceuta.               | IXe Batterie de Séville.                                     |
| Une compagnie du Bataillon de Sapeurs-Mineurs de Séville      | Des éléments de la Garde-civile et de la Garde de sécurité   |
| Deux voitures blindées Bilbao, modèle 1932                    | Deux voitures blindées Bilbao, modèle 1932                   |
| Des éléments de soutien : transmissions, intendance, santé.   | Des éléments de soutien : transmissions, intendance, santé.  |

La tactique mise en œuvre par les colonnes, qui progressaient selon des itinéraires parallèles mais distincts, était fort simple. À l'approche d'une ville ou d'un village, les hommes descendaient des camions, encerclaient l'agglomération puis y entraient avec prudence. En cas de résistance, la localité était éventuellement bombardée puis les troupes réduisaient progressivement tout foyer de résistance, abattant immédiatement toute personne trouvée les armes à la main. Toutes les portes et les fenêtres devaient être ouvertes et des drapeaux blancs accrochés aux maisons. Hommes et femmes étaient ensuite rassemblés pour vérifier s'ils avaient participé aux combats et, le cas échéant, immédiatement fusillés, les corps étant abandonnés sur place ; le dirigeant socialiste Julián Zugazagoitia écrivit alors qu'avec ces assassinats les militaires « offraient aux paysans la réforme agraire, en leur donnant un bout de terre sans loyer à payer et pour toujours ». La répression était plus féroce là où les milices s'étaient elles-mêmes livrées à des exactions contre les habitants considérés comme hostiles à la République, notamment à Almendralejo où plusieurs personnes avaient été brûlées vives dans l'église. Après avoir mis en place des autorités fidèles au nouveau régime et laissé sur place des Gardes-Civiles, la colonne repartait vers un nouvel objectif.
Les colonnes nationalistes ne rencontrèrent aucune résistance sérieuse avant leur arrivée près du bourg de Los Santos de Maimona le 5 août. Le colonel Puigdengolas avait en effet envoyé dès la veille des forces importantes (une compagnie du régiment de Badajoz, des gardes d’assaut et de nombreux miliciens) prendre position sur les hauteurs qui dominent le carrefour de la route Séville- Mérida vers Badajoz afin d'arrêter la progression de la colonne Asensio qui venait de Fuente de Cantos. Les forces républicaines résistèrent avec bravoure pendant plusieurs heures aux assauts de la Légion mais finirent par reculer car, comme devait l'écrire le colonel Puigdengolas plus tard, « Je ne disposais plus de réserves car la plupart des miliciens avaient reculé ou s’étaient enfuis à Los Santos et même à Badajoz ». Les pertes humaines des républicains dans cette affaire atteignirent le chiffre de deux-cents morts, essentiellement des miliciens restés isolés sur le terrain et fusillés sur place, les militaires n'ayant pas fait preuve d'une grande combativité, selon Puigdengolas lui-même. Les nationalistes achevèrent l'occupation de la ville vers 19H00. Ils reprirent la route de Mérida dès le 7 août au matin, montrant ainsi que l'occupation de Badajoz ne constituait pas pour eux un objectif prioritaire.
Cette défaite des républicains eut de fâcheuses conséquences à Badajoz même :
- certains miliciens cherchèrent à donner l'assaut à la prison régionale pour exécuter les prisonniers de droite afin de se venger de leur défaite mais ils furent mis en fuite par l'intervention de la Garde d'assaut, à la demande du gouverneur républicain, pressé instamment d'agir par des républicains de la ville ;
- un certain nombre des gardes-civiles qui étaient encasernés après avoir été désarmés, tentèrent de se révolter le 6 août à l'annonce de l'approche des nationalistes mais, bien qu'ayant réussi à s'emparer du colonel Puigdengolas, ils furent obligés de se rendre après l'attaque de la caserne par les Carabiniers et l'armée ; l'intervention du colonel Puigdengolas permit d'éviter un massacre[10].

Pendant ce temps, les deux colonnes progressaient en direction de Mérida où elles arrivèrent le 10 août après avoir conquis de vice force Almendralejo où elles rencontrèrent de sérieuses résistances. La colonne Asensio franchit le Guadiana et progressa sur la rive droite afin de couper les liaisons téléphoniques et la voie ferrée de Madrid par laquelle le gouvernement républicain pouvait envoyer des renforts depuis Don Benito/Medellin ; la colonne Castejon entra quant à elle de vive force dans la ville par l'ouest. La résistance des miliciens, en particulier celle des anarchistes galvanisés par la militante Anita Lopez, fut opiniâtre, défendant la ville pas à pas alors que les autorités civiles s'étaient enfuies tout comme le chef de la Garde d'Assaut. Malgré les bombardements de l'aviation républicaine qui obligèrent la population à se terrer dans les souterrains de l'ancien théâtre romain, les nationalistes réussirent à contrôler totalement la ville le lendemain 11 août en milieu de journée, le lieutenant-colonel Juan Yagüe arrivé dans la nuit à Almendralejo réunissant alors les colonnes sous son commandement. La répression fut sévère, la quasi-totalité des prisonniers étant exécutés, notamment Anita Lopez.
Le 13 août, vers 3H00, le lieutenant-colonel Yagüe prenait le chemin de Badajoz en empruntant la rive droite du Guadiana avec les colonnes Asensio et Castejon. Il laissait en arrière-garde dans la ville les forces d'une autre colonne commandée par le lieutenant-colonel Heli Rolando de Tella qui ne s'était unie aux deux autres qu'à Almendralejo après avoir protégé le flanc Est de l'axe de progression en le flanquant vers Guadalcanal, Usagre et Bienvenida.

## L'assaut sur Badajoz
Yagüe pensait pouvoir s'emparer de la ville dès le 13 août mais, en raison de la forte résistance des soldats et des miliciens dans les secteurs attaqués, il fut obligé de repartir à l'assaut le lendemain pour parvenir à ses fins.

### Les forces en présence
Les unités présentes à Badajoz sont bien connues :
- forces républicaines : le Régiment de Castille no 3 (stationné à Badajoz), la Garde d'Assaut, les Carabiniers, les Miliciens et quelques rares Gardes-Civils qui ne se sont pas mutinés,
- forces nationalistes : les unités citées plus haut qui ont quitté Séville le 2 et le 3 août.

Il est en revanche impossible de connaître avec certitude le nombre de combattants de chaque camp, les auteurs donnant des chiffres très variables :
- Républicains[16] :
- Ramón Salas Larrazabal : 8 000 hommes (Miliciens et réguliers)[17],
- Hugh Thomas : 8 000 miliciens inexpérimentés[18],
- Wikipedia en espagnol : 6 000 miliciens,
- Julián Chaves Palacios : 5 000 miliciens et 600 soldats réguliers (Régiment de Castille, gardes d'Assaut et carabiniers)[19],
- Bartolomé Bennassar : 3 000 miliciens et 500 soldats réguliers[20],
- Antony Beevor : 2 000 miliciens, « mal armés »[Notes 6], et 500 soldats réguliers[21]
- Colonel Puigdengolas : 650 miliciens au début mais seulement 275 lors des combats[22].

Les grandes différences entre les chiffres annoncés ne permettent pas de certitudes sur l'importance numérique des combattants républicains. Ils ne traduisent pas non plus les évolutions quotidiennes consécutives aux nombreux départs de miliciens non armés qui préféraient retourner se battre chez eux, dans leur village. Ceux des historiens ayant la meilleure connaissance des combats de Badajoz indiquent tous que ces départs furent nombreux, en particulier le dernier jour, par la porte de Palmas, avant que les nationalistes n'aient achevé l'encerclement de la ville. Certains historiens ont cependant critiqué les chiffres étonnamment bas du colonel Puigdengolas en affirmant qu'il voulait en fait justifier sa défaite auprès des autorités républicaines ; d'autres historiens ont à leur tour contesté l'argument de leurs collègues en disant que si les chiffres du lieutenant-colonel Puigdengolas étaient rejetés c'était parce qu'ils rendaient impossible le massacre de plus de mille miliciens après la victoire des nationalistes. D'autres historiens enfin ont fait remarquer qu'avec les effectifs annoncés par le lieutenant-colonel Puigdengolas la résistance se serait effondrée beaucoup plus rapidement.
- Nationalistes : aucun des auteurs cités ne donne de chiffre ; l'effectif théorique d'une Bandera étant de 800 hommes et celui d'un Tabor de 600[23], d'autres auteurs extrapolent de ces chiffres qu'il y avait environ 3 000 hommes devant Badajoz, plus ceux de l'artillerie et des différents services[Notes 7].

### 13 août: encerclement de la ville et premier assaut

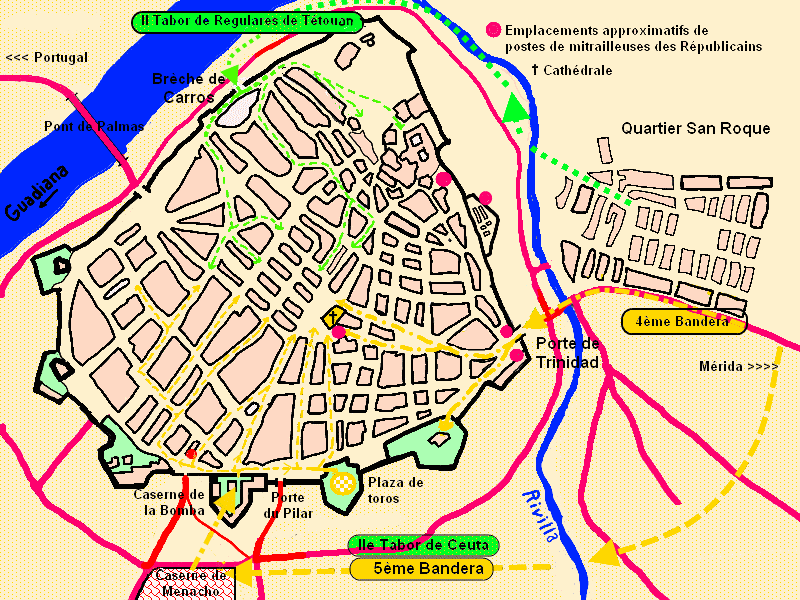
Plan du siège de Badajoz par les nationalistes en août 1936.

Le groupement Yagüe arrive en début d’après-midi en vue des murs de Badajoz, après s’être emparé des bourgs situés sur son chemin, Lobon, Montijo, Puebla de la Calzada et Talavera la Real.
La 9e Batterie de Séville et la 1re Batterie de Ceuta se mettent en position sur le Cerro Gordo, une hauteur située à un peu plus de 5 km de Badajoz sur la route de Mérida, et commencent des tirs de destruction sur les murailles de la ville à partir de 16 heures ; les autres batteries accompagnent les colonnes dans leur mouvement sur Badajoz et l’une reste en réserve.
Pendant ce temps, les deux colonnes partent pour prendre position vers leurs objectifs respectifs :
- La colonne du commandant Castejon, qui a pour mission la conquête des murailles situées au sud de la ville, se déploie en direction de la route de Séville, son premier objectif étant une poudrière située en dehors des murailles. Voyant arriver vers eux les regulares du tabor de Ceuta, les soldats du régiment de Castille qui occupent la poudrière l’abandonnent alors et hissent le drapeau blanc après s'être cachés dans une ferme. Au même moment, des avions républicains bombardent la colonne mais sans causer de dommages importants, les bombes étant lancées de trop haut pour atteindre un objectif précis ; la présence de ces avions a cependant pour effet de commencer à semer le trouble chez les assaillants, y compris chez Yagüe lui-même qui demande alors une couverture à l'aérodrome de Tablada (Séville).

Une fois le bombardement terminé, le commandant Castejon demande à l’officier qui vient de se rendre de lui indiquer un itinéraire à l'abri des vues et des coups depuis les murailles pour atteindre son prochain objectif, la caserne de Menacho qui est située en dehors de la ville, entre les portes Pilar et de Trinidad. Un déserteur du régiment de Castille est alors chargé de guider les régulares du Tabors de Melilla qui, selon certaines sources, sont alors repérées depuis les murailles mais sans être l'objet de tirs, l'officier commandant ce secteur ayant donné l'ordre à ses troupes de ne pas ouvrir le feu et démonté le mortier et les mitrailleuses qu'il avait en dotation. L’assaut est donné vers 20h00 et, après de violents combats, la caserne reste entre les mains des forces rebelles du Tabor de Ceuta à 23h00, les soldats républicains s’étant repliés dans un bâtiment connu comme étant le pavillon du colonel, situé a mi-chemin entre la caserne Menacho et le bastion de la Bomba.
- La colonne du lieutenant-colonel Asensio a reçu quant à elle l’ordre de s’emparer du quartier de San Roque, situé en dehors des murailles, à l'Est de Badajoz, avant d'encercler la ville par le Nord. La IVe Bandera de la Légion continue donc sa progression sur la route de Mérida et, dès son arrivée près des premières maisons et jardins, la compagnie placée en avant-garde est prise à partie par des tirs nourris. Elle réussit cependant à pénétrer dans San Roque qu’elle occupe avec beaucoup de difficultés en raison de l’intensité des tirs fichant provenant des murailles qui dominent les rues. La section de la même compagnie qui progresse sur le flanc sud du dispositif avance en direction de la porte et de la brèche de Trinidad, occupe les dernières maisons du quartier et prend position face à la porte. Le Tabor de Regulares de Tetouan, qui occupait quant à lui le flanc nord du dispositif, poursuit ensuite sa progression le long du rio Rivillas, sous les murs de l'ancienne Casbah, jusqu’à la berge gauche du Guadiana.

Après s’être emparé du quartier de San Roque, les légionnaires prennent position face à la porte de Trinidad et se préparent à l’assaut, Yagüe ayant l'intention de s’emparer de la ville le soir même. Cependant, avant d'ordonner l'assaut, il demande qu'une voiture blindée Bilbao  s’approche de la brèche de la Trinité pour qu'un officier tente de négocier une éventuelle reddition. Au moment où la voiture blindée arrive face à la brèche, quatre ou cinq soldats républicains s’étant avancés avec un drapeau blanc, l'officier et des soldats sortent du véhicule blindé pour parlementer mais ils sont surpris par des tirs qui tuent les soldats et blessent l'officier. La nuit commençant à tomber, Yagüe demande alors à ses troupes de cesser l’assaut et de retourner sur leurs bases de départ.
Pendant tout ce temps, Yagüe n’a cessé de réclamer à Franco la présence d’une couverture aérienne permanente afin de dissuader toute nouvelle attaque de l’aviation républicaine. Les auteurs signalent la présence d’avions nationalistes dans la soirée mais ils divergent sur le nombre et le type d’appareils ; il semble qu’il n’y ait eu en fait qu’un seul appareil nationaliste à la fois au-dessus de Badajoz. Toujours est-il que les bombardements de l’aviation et de l’artillerie ont semé la terreur parmi les miliciens et les soldats qui cherchèrent refuge, selon le colonel Puigdengolas, dans les souterrains et les maisons situés à proximité de leurs positions. Toujours selon le colonel Puigdengolas, un officier et douze soldats auraient même abandonné la garde du P.C. républicain sans que personne sache où ils sont passés. Il signale aussi que des coups de feu ont été tirés pendant la nuit par les « rares défenseurs » encore présents sur les positions et que le commandant du fort San Cristobal, situé sur la rive droite du Guadiana, est passé à l’ennemi avec toute la garnison en fin de soirée.
Enfin, les assauts étant reportés au lendemain, une compagnie est envoyée en reconnaissance sur la route de Mérida pour s'assurer que les républicains n’envoient pas des renforts ; elle va jusqu’à Lobon et, n’ayant rien constaté d’anormal, fait demi-tour.

### 14 août: conquête de la ville
Dès 4h30 Yagüe réclame à Franco un appui aérien afin de bombarder les deux brèches situées sur le flanc sud des murailles (l’une près de la porte de la Trinité, l’autre faisant face à la route d’Olivenza) mais aussi pour interdire le ciel à l’aviation républicaine. Un premier Junker 52 arrive vers 6h00 et bombarde avec une grande efficacité ses objectifs à basse altitude. Il met également en fuite deux appareils républicains mais, plus tard, vers 11h00, un autre avion républicain réussit à bombarder le PC de Yagüe. L’aviation gouvernementale intervint encore à plusieurs reprises dans la journée mais sans causer beaucoup de dégâts chez les rebelles.
Les tirs d’artillerie ayant repris à 5h30, Yagüé s’adresse de nouveau à Franco pour que Mérida lui fasse parvenir deux-cents caisses de munitions, les réserves ayant été déjà en grande partie consommées ; le lieutenant-colonel Tella répond qu’il n’est pas en mesure d’envoyer ces munitions dans l’immédiat, Mérida étant elle-même attaquée par les républicains.
L’infanterie n’intervient quant à elle qu’en toute fin de matinée :
- Au sud de la ville, elle s'empare d'abord du pavillon du colonel puis du bastion et de la caserne de la Bomba. Cette action téméraire et à haut risque ne semble avoir été décidée que tardivement, à la suite de la défection dans la matinée de la quasi-totalité des militaires chargés de la défense de ce point d’appui[25]. Après s’être emparée du pavillon du colonel, une compagnie de la IVe Bandera s’élance à l’assaut du bastion en passant par une étroite passerelle qui donne sur une poterne laissée délibérément ouverte par les déserteurs. Le reste de la IVe Bandera s’engouffre ensuite dans le bastion et s’empare de la caserne, les nationalistes restant maîtres de la totalité du bastion à 12h15, soit une demi-heure seulement après le début des opérations. Après avoir ouvert les portes de la caserne, les légionnaires rentrent dans la ville et prennent à rebours les défenseurs des deux brèches ce qui permet aux regulares de Ceuta de se joindre à eux pour la conquête du sud-ouest de la ville. Ils occupent le bureau de poste où était situé le P.C. du lieutenant-colonel Puigdengolas, puis ils prennent progressivement possession des rues adjacentes, vers la Plaza de toros, la cathédrale, la porte de Palmas, etc[26].
- A l’Est, la IVe Bandera s’élance à l’assaut de la brèche de la Trinité vers 15h00. La première attaque, lancée de front depuis le pont sur le Rivillas par la 16e compagnie, est un échec sanglant, la Légion laissant sur le terrain de nombreux morts et blessés. Une deuxième tentative, conduite cette fois en progressant à l’abri des murailles pour se protéger des tirs[Notes 8], permet aux légionnaires de surpasser les miliciens dans un assaut à la baïonnette. De là, après avoir réduit quelques petits foyers de résistance des miliciens, ils parviennent dans les environs de la cathédrale où ils prennent contact avec les légionnaires entrés par le bastion de la Bomba. Une autre compagnie de la 4e Bandera s’engouffre à son tour dans la brèche et, suivant le boulevard de Pilar, parvient elle aussi à la plaza de toros, après avoir subi de sérieuses pertes. La dernière compagnie pénètre enfin dans la ville peu après 17h00, suivie de la compagnie des mitrailleuses qui a appuyé de ses feux toutes les opérations.
- Au Nord-Ouest, et à la même heure, une compagnie du IIe Tabor de regulares de Tétouan, qui a passé la nuit près des berges du Guadiana, tente de traverser à gué le Rivillas pour s’approcher des murailles de la vieille Casbah mais elle est clouée au sol par le tir des miliciens postés sur les murailles de la ville et sur la rive droite du Guadiana. Une autre compagnie, guidée par un phalangiste de la ville, réussit cependant à s’approcher de la vieille Casbah et à y pénétrer par une poterne dissimulée, avant d’aller libérer l’hôpital militaire où flotte un drapeau blanc déployé par des militaires. La brèche de la porte de Carros est également emportée par d’autres éléments du 2e Tabor qui foncent ensuite vers la prison et la caserne de Saint-Augustin où sont emprisonnés les gardes-civiles et les gardes d’assaut qui s’étaient soulevés le 6 août. L’encerclement total de la ville est achevé un peu plus tard par la 5e compagnie qui occupe la porte de Palmas, le pont du même nom ainsi que le fortin situé à l’extrémité dudit pont, sur la rive droite du Guadiana.

La ville étant désormais totalement encerclée, les troupes rebelles vont ensuite se répandre dans tous les quartiers pour occuper les bâtiments administratifs et libérer les prisonniers de droite. Le dernier point de résistance est celui de la tour de la cathédrale où les miliciens avaient installé une mitrailleuse ; le portail d’entrée étant détruit à coups de canon, les légionnaires de la 5e Bandera donnent l’assaut à la tour, les miliciens faits prisonniers étant abattus dans la foulée par les regulares.
Pendant la progression des troupes dans la ville, tout homme rencontré les armes à la main est aussitôt abattu dans la rue. Certains sont arrêtés et conduits sur la place de la cathédrale où plus de soixante-dix d’entre eux sont fusillés contre le mur de la mairie. Les troupes rebelles vont ensuite employer le reste de la soirée à réduire les derniers foyers de résistance et à débusquer les miliciens, une compagnie de regulares étant encore attaquée par un groupe de miliciens pendant la nuit.

## Conséquences

### Stratégiques et militaires
La chute de Badajoz permit aux nationalistes d'isoler la zone républicaine de Huelva, qui fut par la suite complètement réduite. Après la bataille, Yagüe se dirigea vers Tolède Madrid en suivant le cours du Tage.
La bataille de Badajoz fut exemplaire d'autres batailles de l'été : les miliciens républicains s'enfermaient dans les forteresses médiévales qui parsèment la Castille, sans pouvoir empêcher ni retarder l'avancée des troupes franquistes. L'armée régulière fit la démonstration de sa capacité à balayer des défenses organisées par des forces numériquement plus nombreuses, mais ce fut au prix de pertes humaines élevées : à la fin de l'année, une bonne partie des premiers légionnaires avaient été tués ou blessés autour des villes fortifiées entre Séville et Madrid.

### Le massacre de Badajoz
Après s'être emparé de la ville, les nationalistes se livrèrent à une brutale répression contre les défenseurs de la ville, massacrant dans les jours qui suivirent entre 1 800  et   4 000 personnes. Ces assassinats furent commis dans plusieurs lieux de la ville, en particulier dans les arènes. Ces tueries furent largement relayées internationalement dès 1936 grâce à la présence de nombreux journalistes dans la ville.